# Triplets (bergstopp i Antarktis, lat -66,38, long 98,67)
Triplets är en bergstopp i Antarktis. Den ligger i Östantarktis. Australien gör anspråk på området. Toppen på Triplets är 31 meter över havet.
Terrängen runt Triplets är platt. Trakten är obefolkad. Det finns inga samhällen i närheten. 